# Kall som graven
Kall som graven är en roman av Peter Robinson, utgiven i Storbritannien år 2000. Engelska originalets titel är Cold is the grave. Jan Malmsjö översatte romanen till svenska 2008. Romanen är den elfte i serien om kommissarie Banks.

## Handling
Alan Banks får överraskande i uppdrag av sin chef och antagonist, Jimmy Riddle, att söka upp dennes försvunna dotter, Emily. Jakten den unga rymmerskan blir början på en rad tragiska händelser kopplade till familjen Riddle med Banks som ofrivillig nyckelperson i dramat. Parallellt med händelserna kring familjen Riddle försöker även Banks och hans kollegor utredan morden på en rad småbrottslingar som sysslat med omfattande smuggelverksamhet. I bakgrunden figurerar den skumme impressation Barry Clough som också spelar en roll i familjen Riddles öden.